# 神奈川県のご当地ソング一覧
神奈川県のご当地ソング一覧（かながわけんのごとうちソングいちらん）では、神奈川県に関連するご当地ソングの一覧を挙げる。
県民歌は「光あらたに」を、また「横浜市歌」を始め神奈川県下の市町村が制定している公的な市町村歌については神奈川県の市町村歌一覧を参照すること。

## 神奈川全般
- 「神奈川水滸伝」1984年10月21日発売、作詩:星野哲郎、作曲:船村徹、歌：北島三郎[1]、島津亜矢
- 「カモン!カナガワン」2012年、tvk40周年記念、真心ブラザーズ[2]
- 「恋のスイッチバック!(三度まで)(神奈川県)」2008年2月6日発売、勝手に観光協会（みうらじゅん&安齋肇）[3]
- 「弁天小僧」三浦洸一、氷川きよし、坂本冬美
- 「およげ！しらすちゃん～生しらす丼Ver～」S★スパイシー
- 「神奈川音頭」藤本二三吉
- 「神奈川シャンソン」貴美子
- 「港のためいき」デュークエイセス
- 「PG-18 feat. KARIBEL for MAJOR MUSIC」SEEDA
- 「心の港」モンキー・D・ガープ(中博史)
- 「相模ボサライン」月明かり4人組
- 「神奈川空中探訪」NORIKIYO,RHYME&B & CALIMSHOT
- 「神奈川おどり」島倉千代子/青木光一
- 「神奈川ハザード feat. SEEDA」菊地一谷
- 「いかとり唄 (神奈川県)」Ｖ．Ａ．浅野祥
- 「うゐろう売り」FULL Kabs
- 「長後街道」大光寺圭
- 「JNR YOKOSUKA LINE SERIES 70」難波弘之
- 「おんな坂」泉ちどり
- 「おいでよ、関内デビル」DISH//
- 「今夜は無礼講 遊turing 餓鬼レンジャー」遊助
- 「バニラシェイク」WHY@DOLL
- 「Bombo Claat」湘南乃風
- 「雨のレクイエム」松原のぶえ&愛沢竣也
- 「BEACH BOYZ」キマグレン
- 「Surfer's Paradise」Def Tech
- 「酒匂川」長保有紀
- 「PG-18 feat. KARIBEL for MAJOR MUSIC」SEEDA
- 「90's」HYENA
- 「ダンチョネ節」小林旭、八代亜紀、ちあきなおみ、沖山秀子、ザ・ドリフターズ、鶴田浩二、ザ・ピーナッツ、ソウル・フラワー・モノノケ・サミット
- 「美子のダンチョネ節」竹川美子
- 「MALIBU COKE」クレイユーキーズ with yui
- 「神奈川ポリス」ソラアラシ
- 「SOUL WAVE feat. Mummy-D」武田と哲也
- クレイジーケンバンド
  - 「SOULMATE」
  - 「逆輸入ツイスト」
  - 「True Colors」
  - 「せつ子 -Naomi a.k.a. Setsuko-」

## 川崎

### タイトルに「川崎」が付く楽曲
- 「川崎市民の歌 好きです かわさき 愛の街」芹洋子
- 川崎純情小町☆
  - 「好きです かわさき 愛の街」チャラン・ポ・ランタン、橋本聖子
  - 「川崎純情音頭」
  - 「川崎純情音頭 REMIX」
- 「そんなことなら川崎市へ行こう」たむらぱん
- 「川崎↑gradite」style-3!
- 「LOVE かわさき」サニチル
- 「立てよ! 川崎市民! 川崎7区アンソロジー」ヴィンセント＆THE 暗黒 MEN
- 「フロシャイム川崎支部の歌「われらフロシャイム川崎支部」」ヴァンプ将軍(山田ルイ53世(髭男爵))
- 「影絵(川崎〜大田) feat.bay4k from SCARS」SEEDA
- 「川崎音頭」
- 「雨の川崎」SEX MACHINEGUNS
- ちょっきんず
  - 「川崎」
  - 「ずっと川崎」
  - 「好きですかわさき」
- 「川崎リターン・ブルース」ジョニー大倉
- 「川崎おどり」都はるみ、NeoBallad
- 「川崎 -SMASH TAKE-」BLUE BOY
- 「Till the End of Time(Version2.0)～がんばれ!川崎フロンターレBack to J1!!～」Virgin Berry
- 「かわさきの風に乗って」有坂ともよ
- 「花火～音楽のまち・かわさき～」かわさきfutureアーティスト
- 「やっぱ川崎」MARUGAN
- 「最幸のかわさきTheBestHAPPINESS!」CAMARU
- 「かわさきの空へ」ジャムスタンマジック
- 「川崎市歌（児童合唱バージョン）」川崎市立坂戸小学校合唱団
- 「川崎BLOSSOM」宇崎竜童
- 「雨の川崎」藤健一
- 「かずみの川崎音頭」夏木かずみ
- 「KAWASAKI DRIFT」BAD HOP

### タイトルに「川崎」が付かない楽曲
- 「天体戦士サンレッドのテーマ」manzoと屋根裏キッズ
- 「港町十三番地」美空ひばり
- 「..in the K-Town feat. MIC PRESIDENT」HYENA
- 「I CAME FROM 横須賀」山口百恵
  - 歌詞に横須賀市、横浜市、川崎市、東京都品川区の地名が出てくる
- 「川崎市歌」（ダンスバージョン）CAMARU
- 「LUCKY FLOWER～宮前兄妹テーマソング～」PLECOと凜
- 「パワフル応援団」Pan Pop Paradise
- 「らら♪ミュートン」宮下敏子
- 「FFF feat. Benjazzy」KOWICHI
- 「ざまあみろ、ボクは今日も生きるのに成功したんだぜ！」あべりょう
- 「WHO ARE U ？ 2018 feat. TOKONA-X, 紅桜 & T-PABLOW」DJ RYOW
- 「City Ain't Change feat. YZERR & VINGO(BAD HOP)」DJ RYOW
- 「Streets feat. 2WIN (T-PABLOW & YZERR)」AK-69
- 「Turn Up feat. T-PABLOW, SKY-HI」KEN THE 390
- 「ネガッ!!」K-YO
- 「京浜ライダー feat. Kayzabro (DS455)」K-YO
- 「恋のぼんちシート」ガガガSP
- 「地元に帰ろう(太巻デモバージョン)」荒巻太一
- 「地元に帰ろう」GMT
- 「Side 2 Riverside feat. K-YO」HYENA
- 「Puppy Love feat.GIPPER(NORA)」BENNIE K
- 川崎純情小町☆
  - 「小町ING!LOVE」
  - 「Lucky Flower」
  - 「カラフルデイズ」
- 「たまい金運音頭」めぐ留
- 「Champion Road」BAD HOP
- 「おむすび音頭」

### 川崎各地の楽曲
- 溝口
  - 「溝ノ口太陽族」manzo、川崎純情小町☆
  - 「続・溝ノ口太陽族」「二ヶ領用水」manzo、川崎純情小町☆
  - 「溝ノ口太陽族＆続・溝ノ口太陽族」ルシュカ
  - 「溝の口Forever」森野熊八
  - 「溝の口音頭」柿島伸次
  - 「黄昏の決意～ヴァンプ将軍 愛のテーマ～」藤岡孝章
  - 「さいさいさいならByebyebye/featuring:PSY」MIYAVI
- 麻生区
  - 「かがやいて麻生」[4]ゆりがおか児童合唱団、赤星啓子、柿生中学合唱部、「かがやいて麻生」をうたう会、FAiCO（元Far.Eastern.Comets.）、麻生フィルハーモニー管弦楽団、金程中学校吹奏楽部、大久保洋子
- 柿生駅
  - 「小田急柿生」19

## 横浜

### タイトルが「横浜」の楽曲
- 「横浜」斎藤誠
- 「横浜」吉幾三
- 「横浜」スラップスティック
- 「横浜」Haiki
- 「ヨコハマ」岡本哲郎
- 「ヨコハマ」山崎ハコ
- 「YOKOHAMA」シュビドゥバ
- 「yokohama」B'z
- 「YOKOHAMA」ルー大柴 With 国分友里恵
- 「YO・KO・HA・MA」CLIFF EDGE

### タイトルが「横浜」から始まる楽曲
- 「横浜あたり」園まり
- 「横浜異邦人」本田理沙
- 「横浜いれぶん」木之内みどり
- 「横浜暮色」石川さゆり
- 「横浜グローイング アップ」岩井小百合
- 「横浜恋あかり」北島三郎
- 「横濱行進曲」ミルキィホームズ
- 「横浜小唄」淡谷のり子
- 「横浜しのび雨」日野美歌
- ポニカロード
  - 「横浜18区の歌」
  - 「横浜LOVER」
  - 「ヨコハマものがたり」
- 「横浜ジルバ」北原明
- 「横浜蜃気楼」後藤真希
- 「横浜蜃気楼 (Close-up Ver.)」後藤真希
- 「横浜スタジアム」イルカ
- 「横浜チック」岩井小百合
- 「横浜チャイニーズ・ドール」ジュディ・オング
- 「横浜 DAYBREAK」柴田恭兵
- 「横浜 Doll」山崎真由美
- 「横浜泣いてブルース」八代亜紀
- 「横浜ナイト・クラブ」沢たまき
- 「横浜に鐘が鳴る」ビリー・バンバン
- 「横浜の女」北島三郎
- 北川大介
  - 「横濱の踊り子」
  - 「横濱のブルース」
  - 「横浜ルージュ」
- 「横浜野毛小路」川中美幸
- 「横浜のためいき」大月みやこ
- 「横浜のマリー」五木ひろし
- 「横浜ハーバーライト」西田あい
- 「横浜・ハイカラ酒場」半田浩二
- 「横浜ブギウギ娘」中原理恵
- 「横浜ブルース」高宮城せいじ
- 「横浜ベイ」RCサクセション
- 「横浜Boy Style」CoCo
- 「横浜ホンキートンク・ブルース」藤竜也、松田優作、原田芳雄、エディ藩、音屋吉右衛門、ダイアモンド☆ユカイ、山崎ハコ、石橋凌、石黒ケイ ほか
- 「横浜 MY SOUL TOWN」宇崎竜童
- 「横浜マドロスストーリー」小林旭
- 「横浜ミックスナッツ」乙三
- 「横浜みれん坂」青江三奈
- 「横浜メリー」黒沢博
- 「横浜メルヘン」伊藤つかさ
- 「横浜嬢（よこはまモガ）」岩崎宏美
- 「横浜ものがたり」敏いとうとハッピー&ブルー with マミー
- 「横浜ものがたり」吉幾三
- 「横浜物語」冠二郎
- 「横浜夜霧」紺野義夫
- 「横浜模様」マッハ文朱
- 「横浜・ララバイ」五木ひろし
- 「横浜リリー」ポルノグラフィティ
- 「横浜レイニーブルー」HOUND DOG
- 「横浜 Lady Blues」原由子、桃井かおり
- 「ヨコハマ・モガ」（原由子と鮎川誠のデュエット）
- 「横浜ロッカー」李世福CONNECTION
- 「横浜ロンリーナイト」桂銀淑
- 「横浜のすずめ」町あかり
- 清水節子
  - 「横浜、濡れ衣」
  - 「ヨコハマ・ホンキー・トンキー・ブルース」
  - 「横浜バラッド」
- 「横浜ラブストーリー」J☆Dee'Z
- 「横浜ラプソディー」魔璃(石毛佐和)
- 「ヨコハマ愛哀デイト」可愛かずみ
- 「ヨコハマA・KU・MA」中森明菜
- 「よこはま朝から今日も雨」青江三奈
- 「よこはま埠頭」三丘翔太
- 「ヨコハマ・アンバランス」山崎ハコ
- 「ヨコハマ・エナジー」河合夕子
- 「ヨコハマ・エナジー」大沢逸美
- 「ヨコハマ海岸物語」寺内タケシ
- 「ヨコハマ懐古」渡辺はま子
- 「ヨコハマクール」アカシック
- サイプレス上野とロベルト吉野
  - 「ヨコハマシカ」
  - 「ヨコハマジョーカー」
  - 「YOKOHAMA AWESOME6」
  - 「Yokohama La La La」
  - 「YOKOHAMA LAUGHTER」
- 「よこはま詩集」ダ・カーポ
- 「ヨコハマ · シティ」paris match
- 「ヨコハマ・シャドウ」杉浦幸
- 「ヨコハマ・シルエット」長山洋子
- 「ヨコハマ・スイート・レイン」小泉今日子
- 「ヨコハマ・ステップ」和久井映見
- 「よこはま・たそがれ」五木ひろし、クレイジーケンバンド
- 「よこはま・たそがれ～英語バージョン～」五木ひろし
- 「ヨコハマ・チーク」近藤真彦
- 「よこはまチャチャ」小野サトル
- 「よこはま流れ者」内藤やす子
- 「ヨコハマ・フラリ」天馬ルミ子
- 「ヨコハマ・ブルース」都はるみ
- 「ヨコハマ・ブルース」三条町子
- 「ヨコハマ・ヘンリー」おかゆ
- 「ヨコハマ・ホームタウン」小山仁美
- 「ヨコハマ慕情」麻丘めぐみ、ナンシー・チェン
- 「ヨコハマ港物語」角川博
- 「よこはまメランコリー」夏樹陽子
- 「ヨコハマ・メルヘン」角川博
- 「ヨコハマ物語」石黒ケイ
- 「よこはま物語」石原裕次郎
- 「ヨコハマ物語」中川浩夫とアンジェラス
- 「ヨコハマ物語」美空ひばり
- 「ヨコハマ野郎」テリーズ
- 「ヨコハマ・ラプソディー」横濱シスターズ
- 「ヨコハマ・レイニー・ブルー」ペドロ&カプリシャス・美山絢子(1990年にカヴァー)・Chiharu(2004年にカヴァー)
- 「ヨコハマ・レイニー・ブルース」三田村邦彦
- 「ヨコハマ・レビュー」長与千種
- 「ヨコハマ・ロンサム・ボート」麻丘めぐみ
- 「ヨコハマ・わがままナイト」イーリン（黄乙玲）
- 「ヨコハマ・ワルツ」スター☆にしきの
- 「よこはま25時」中条きよし
- 「ヨコハマHead Light」岩崎良美
- 「ヨコハマLONELY CAT」伊藤かずえ
- 「ヨコハマ・レイニーブルー」三条摩耶
- 「ヨコハマを歩こう」米倉千尋
- 「YOKOHAMA 24時」大滝裕子
- 「YOKOHAMAシャレード」水谷豊
- 「YOKOHAMAジョーク」深津絵里
- 「YOKOHAMA Seaside Drive」INGRY MONGRY
- 「YOKOHAMAベイブルース」瀬川瑛子
- 「YOKOHAMAヘッドライト」大滝裕子
- 「YOKOHAMA BAY BLUES」沢田研二
- 「Yokohama Bay Blues」南佳孝
- 「Yokohama Bay Blues」山崎ハコ
- 「Yokohama Bay Blues」石黒ケイ
- 「YOKOHAMA blues」SEKAI NO OWARI
- 「Yokohama Chinatown」横浜純情小町☆
- 「Yokohama City of Lights」菊池桃子
- 「YOKOHAMA FOGGY NIGHT」矢沢永吉
- 「Yokohama, love sick」柳葉敏郎
- 「YOKOHAMA ONE NIGHT」森高千里
- 「YOKOHAMA RED SHOES」鈴木聖美
- 「YOKOHAMA SING A SONG」松浦亜弥
- 「YOKOHAMA SUNDOWN」杉山清貴
- 「YOKOHAMA Twilight Time」角松敏生
- 「Yokohama Walker」MAD TRIGGER CREW
- 矢沢永吉
  - 「YOKOHAMA二十才まえ」
  - 「YOKOHAMA FOGGY NIGHT」
  - 「ヨコハマ Uō・Uō・Uō」
- 「横浜行進曲」ウイリー沖山
- 「横浜ロンリー」まつざき幸介
- 「ヨコハマ・ラブストーリー」宮坂志乃＆マッキー
- 「横浜ニュルンベルク」なみちえ
- 「ヨコハマブルース」氷川きよし
- 「YOKOHAMAラプソディ」KAORI
- 「YOKOHAMA DISCO BOOGIE」やけのはら
- 「YOKOHAMA2」シュビドゥバ
- 「よこはま埠頭」三丘翔太
- 「YOKOHAMA MIDNIGHT PATROLLER (feat. 小林大河)」港町ぎんぢろうとバスエのキャバレーズ
- しゃるろっと
  - 「横浜ラブストーリー」
  - 「横浜ラブストーリー (Album Mix)」
  - 「横浜しゃるろっと学園」
- はやぶさ
  - 「ヨコハマ横恋慕」
  - 「YOKOHAMA片想い」
- 「横浜2020」seven oops
- 「横浜トワイライト～想い出は美しく～」川中美幸＆藤坂勇
- 「Yokohama Sweet Side Story」NUANCE

### タイトルに「横浜」が付く楽曲
- 「あゝなんでこんなに横浜が好きなの」ダ・カーポ
- 「愛して横浜」カルーセル麻紀
- 「愛してヨコハマ」平松政次
- 「逢えて…横浜」五木ひろし
- 「雨のヨコハマ」欧陽菲菲
- 「雨のヨコハマ」五木ひろし（三谷謙名義）
- 「雨のヨコハマ」立樹みか
- 「雨のヨコハマ」中田久美
- 「いいね! 横浜G30」クレイジーケンバンド
- 「今も横浜で」吉幾三
- 「追いかけてヨコハマ」桜田淳子、中島みゆき、研ナオコ
- 「かえしてYOKOHAMA」石黒ケイ、ミッツ・マングローブwith星屑スキャット
- 「神戸・横浜」中条きよし
- 「小雨のヨコハマ」バーブ佐竹
- 「サヨナラ横浜」石原裕次郎、金児憲史、竹島宏
- 「サンライズ・イン・ヨコハマ」渡辺はま子
- 「シーサイド横浜」、「シーサイド・横浜」勝新太郎、大湊士郎
- 「盛春ヨコハマ」南部直登
- 「大横浜音頭」都はるみ
- 「たとえば横浜」石原裕次郎
- 「二年前の横浜駅西口」CHICA#TETSU
- 「ぬれて横浜」黒沢明とロス・プリモス
- 「ハッピー・ヨコハマ」ザ・ピーナッツ（上述のアン・ルイスのとは同名異曲?）
- 「ハッピーヨコハマ」アン・ルイス
- 「Bad City -Yokohama-」Maria feat.MACCHO & Shaka Digital
- 「パノラマ☆ヨコハマ～君と出会った横浜が好き～」ナチュラルポイント
- 「横浜（ハマ）の谷間」西村つた江
- 「ビューティフル・ヨコハマ」平山みき、渚ようこ、秋山絵美、ジェニファー
- 「ふりむいて横浜」麗美
- 「ふりむけばヨコハマ」マルシア、大月みやこ、水森かおり、坂本冬美
- 「ブルー・ナイト・イン横浜」田辺靖雄
- 「ブルー・ライト・ヨコハマ」、「ブルーライト・ヨコハマ」いしだあゆみ、上原多香子、サザンオールスターズ、浅野ゆう子、朝丘雪路、園まり、種ともこ、柴咲コウ、秋山絵美、由紀さおり、由紀さおり＆ピンク・マルティーニ、岩佐美咲、徳永英明、川中美幸、小野リサ、伊東ゆかり、林あさ美、市川由紀乃、伊藤咲子、宇野美香子、山本あき、吉幾三、八代亜紀、水田竜子、葵かを里、森進一、ロス・アンヘリトス、三田明、サンドラ・アレキサンドラ、ちあきなおみ、西田佐知子、欧陽菲菲、麻丘めぐみ、研ナオコ、方怡珍、小野由紀子、内山田洋とクール・ファイブ、平山三紀、近藤真彦、秋山絵美、マルシア、天童よしみ、松本梨香、香西かおり、大月みやこ、庄野真代&加藤実、優雅、園まり、Tomoko、松尾ヒロコ、MAKE、上奈紗空、カリン、水森かおり、SHOKO、ミッツ・マングローブ、高山由美子、犬塚彩子、犬塚彩子＆アン・サリー、長田安（CV：安野希世乃）、高野千恵、沼倉愛美&原由実、石原詢子、清水ミチコ、野宮真貴、宇野美香子、たをやめオルケスタ、伊藤咲子、西田あい、張小英、アイナ・ジ・エンド、西田あい、松尾ヒロコ、Queen's Tears Honey、白姫あかり/乙羽映見、優雅、大江恵、Women's Liberation
- 「ブルーライト・ヨコハマ ～Ambient Version～」種ともこ
- 「BLUELIGHTS OF YOKOHAMA」トニー・マーティン
- 「BLUE LIGHTS IN YOKOHAMA～ブルーライト・ヨコハマ」JAJAJAH ALL STARS
- 「Blue Light Yokohama」Three FOR Brazil
- 「ブルーライト・ヨコハマ（Chageの茶会2012 Live ver.）」CHAGE
- 「バーベキュー 「ブルーライト・ヨコハマ」アルファ(CV：椎名へきる)
- 「原宿エブリデイ 〜ブルーライトヨコハマ〜」ローザ・ルクセンブルグ
- 「Touch Me : 挿入歌 / ブルーライト・ヨコハマ / あなたならどうする / 恋のハレルヤ / 愛の奇跡」T-BACKS
- 「ブルーライト・ヨコハマ featuring 倉木麻衣」Tak Matsumoto
- 「待ちくたびれてヨコハマ」柏原芳恵
- 「街・ヨコハマ」SUPER BELL"Z & 向谷実
- 「まるでいつもの夜みたいに、横浜」黄金町ガラム
- 「港・ヨコハマ・赤い靴」横須賀昌美
- 「港ヨコハマ花売娘」春日八郎
- 「ゆれてヨコハマ」三浦弘とハニー・シックス
- 「酔いつぶれて横浜」細川たかし
- 「夜の横浜泣いてる私」黒沢明とロス・プリモス
- 「レインボーライトヨコハマ」ポニカロード
- 「レッドライト・ヨコハマ」クレイジーケンバンド
- 「ロマネスク・ヨコハマ」石野陽子
- 「別離のヨコハマ」欧陽菲菲
- 「ワンチャンスよこはま」黒沢明とロス・プリモス
- 「Kiss Me よこはま」日野美歌
- 「Once Upon A Time In YOKOHAMA」ダウンタウン・ブギウギ・バンド
- 「TANGO DI YOKOHAMA」渡辺はま子
- 「ツイニーヨコハマ」アカシック
- 「酔わせてヨコハマ」青児と夏美
- 「俺のヨコハマ」半田浩二
- 「揺れて横浜」清水節子
- 「異国街～横浜」清水節子
- 「I Love 横浜」横浜銀蝿
- 「かえしてYOKOHAMA」ミッツ・マングローブ
- 「045 -YOKOHAMA-」漣研太郎とピストルモンキーズ
- チェウニ
  - 「ミッドナイト・アワー ～Yokohama Fall in love～」
  - 「ミッドナイト・アワー ～Yokohama Fall in love～ デュエットバージョン」チェウニ＆ジョニ男＋アルファ
  - 「アリベデルチ・ヨコハマ」
- 「Ein Lama in Yokohama」Schnappi
- 「Goodbye Mama, I'm Off To Yokohama」Frankie Masters & His Orchestra、Teddy Powell & his Orchestra、Dick Robertson、Duke Daly、Art Jarrett、Orrin Tucker
- 「アデュー横浜」友貴一彰
- 「ジョーノセ横浜」浜ゆたか
- 「泣かされて横浜」城月琉衣
- 「さよならヨコハマ」水川蓮
- 「レインボーライトヨコハマ」ポニカロード
- 「二年前の横浜駅西口」CHICA#TETSU
- 「センチメンタル横浜」千花有黄
- 「ハートブレイク・ヨコハマ」水森かおり
- はやぶさ
  - 「ゴーゴー！YOKOHAMA」
  - 「ちょっと待ってよヨコハマ」
  - 「なんで 横浜…」
- 「だけどYOKOHAMA」五木ひろし
- 「PRINCE OF YOKOHAMA」サイプレス上野とロベルト吉野
- 「ちょっとヨコハマ」伊藤美裕
- 「どうぞヨコハマ」香西かおり
- 「中距離恋愛～横浜編～」ダウト
- 「バーヨコハマ」姫乃たま、町あかり＆池尻ジャンクション
- 「濱自慢＜横濱小唄＞」横浜小芳
- 「二人の横浜」天木一志
- 「ふたりのヨコハマ(デュエット with 春蝶)」千葉山貴公
- 「ロストラブ YOKOHAMA」JOY
- 「わたくしばし ～でか美とほりぼうの横浜ツンツン節～」ぱいぱいでか美・ほりぼう
- 「サランヘヨ横浜」金田知子
- 「Baybridge Carnival」石黒ケイ
- 「今もヨコハマ」門松みゆき
- 「YOKOHAMAから来た男」アルカラ

### タイトルに「横浜」が付かない楽曲
- 「045」杉浦幸
- 「10月はさよならのパームツリー」福永恵規
- 「4 My City II feat.宇多丸,DABO,YOUNG DAIS,TWO-J, Mr.OZ, CHRiSTY,“E”qual, ROWSHI,G.CUE,U-PAC,SHINGO☆西成,大地,BIG RON,K DUB SHINE,TERRY,YOYO-C,SIMON,BUZZ,ZANG HAOZI,Kayzabro」DJ PMX
- 「愛してます」河合奈保子
- 「赤い靴」童謡・唱歌、レインブック、大和田りつこ、石川ひとみ、倍賞千恵子、ペギー葉山、うめ吉、少年隊
- 「秋の気配」オフコース、小田和正、諫山実生、稲垣潤一 Duet with 山本潤子、加藤和樹 feat.吹野クワガタ、辛島美登里、住岡梨奈、CHIHOMI、槇原敬之、EVE、Scudelia Electro、山口由子、鈴木真仁、妹尾武、渡辺美里、GOOD LOVIN’、日野良一、羽岡佳、日野美歌、井上昌己、宝塚歌劇団、n/
- 「あたしきっと無限ルーパー」私立恵比寿中学
- 「あなたに逢いたい」奥村チヨ
- 美空ひばり
  - 「あの人の…」
  - 「悲しき口笛」岡林信康、原由子、宇崎竜童、さだまさし、水樹奈々
  - 「ひばりの子守唄」
  - 「ひばり仁義」
  - 「浜っ子マドロス」
  - 「港町十三番地」香西かおり、神園さやか、椎名林檎、さだまさし、水樹奈々、伍代夏子、島津亜矢、清水博正、天童よしみ、氷川きよし、三山ひろし、田川寿美
  - 「浜っ子」
  - 「みなと踊り」
  - 「私は街の子」
- 「雨が降りそうだなあ」及川恒平
- 「雨の港町」八代亜紀
- 「雨の馬車道」エディ藩
- 「雨降る5月20日」クリフエッジ
- 「十六酔いフラッパー」ちあきなおみ
- 「いま目覚めた子供のように」山口百恵
- ゆず
  - 「3番線」
  - 「赤いキリン」
  - 「駅（恵比寿 ～ 上大岡)」
  - 「岡村ムラムラブギウギ」
  - 「赤いキリン」
  - 「改札口」
  - 「健太郎のお姉ちゃん」
  - 「境界線」
  - 「地下街」
  - 「飛べない鳥」
  - 「夏色」城ヶ崎美嘉（佳村はるか）・城ヶ崎莉嘉（山本希望）、オーイシマサヨシ×加藤純一
  - 「保土ヶ谷バイパス」
  - 「ぼんやり光の城」
  - 「みらい」
  - 「モンテ」
  - 「Ultra Lover Soul」
  - 「四間道路」
  - 「SUBWAY」
- 「丘の上のエンジェル」エディ藩 with FEN
- 「お食事どこでする?」ブレッド&バター
- 「思い出通り」カウベルス
- サザンオールスターズ
  - 「思い出のスター・ダスト」
  - 「涙のアベニュー」
  - 「シャ・ラ・ラ」つじあやの
  - 「メリケン情緒は涙のカラー」
  - 「LOVE AFFAIR 〜秘密のデート」
  - 「新・野毛山模様」原由子
  - 「ダーリン」桑田佳祐
- 「カーニバル・ラブ」ペドロ&カプリシャス
- 「外人墓地」橋幸夫
- 「悲しきロンリーガール」高田みづえ
- 「かもめの水兵さん」河村順子
- 「かんかん虫は唄う」勝新太郎 （大映『かんかん虫は唄う』主題歌）
- 「軌跡 feat. Fire Lily」HYENA
- 「崎陽軒 シウマイ弁当の歌」嘉門達夫
- 「恋人も濡れる街角」中村雅俊、ダイアモンド☆ユカイ、TOKIO、桑田佳祐、鍾鎮濤、黃凱芹、石井聖子、稔幸、ジャニス・ビダル、吉幾三、John-Hoon
- 「你是我心上人」吳國敬
- 「雨中的恋人們」衛蘭（ジャニス・ビダル）
- 「Cuộc Tình Trong Cơn Mưa」ダン・チュオン
- 「ゴーイン・バック・トゥ・チャイナ」鹿取洋子
- 「ごらんください」コアラモード
- 「この街の風に吹かれて」ダ・カーポ
- 「昨夜の男」淡谷のり子
- 「桟橋」石黒ケイ
- 「しのび逢い」尾崎紀世彦
- 「上海帰りのリル」津村謙
- 「出航SASURAI」寺尾聰
- 「ジュン」髙橋真梨子
- 「シルキー・シルバー・レイン」ペドロ&カプリシャス
- 「小さなお店を持ちました」黒沢明とロス・プリモス
- 「チャイナ・ライツ」高田みづえ
- 「月の瞼」La'cryma Christi
- 「ドール」太田裕美
- 「時には一人で」いしだあゆみ
- 「とべたらほんこ」
- 「泣いてみりゃいいじゃん」近藤真彦
- 「夏の終わりの花火」米倉千尋
- 「夏服 最後の日」杉山清貴
- 「ニューグランドホテル」矢沢永吉
- 「港灯(ハーバーライト)」八代亜紀
- 「初恋浜っ子娘」島倉千代子
- 「HAMAでダンスを」真田ナオキ
- 「HAMAYOKO」M-BAND
- 「濱のメリー」米倉千尋
- 「はま・めろでい」徳山璉
- 「浜をどり」三島一声、小唄勝太郎
- 「春が来りゃ 乙女じゃなくても 夢見がち」Darjeeling
- 「冬唄」スケルト・エイト・バンビーノ
- 「ベイブリッジ」藤田麻衣子
- 「ベイ・ブリッジ・セレナーデ」浜田省吾
- 「ベイブリッジ･ブルース」青江三奈
- 「炎と森のカーニバル」SEKAI NO OWARI
- 「マリンタワー」N.U.
- 「マリンタワーに抱かれて」いんぐりもんぐり
- 「マリンタワーに着くまでに」大黒摩季
- 「港OUT」山崎ハコ
- 「港が見える丘」平野愛子
- 「港スコープ」渡辺真知子
- 「港のマリア」石黒ケイ
- 「港の見える丘」プリンセス・プリンセス
- 「昔の名前で出ています」小林旭
- 「夜明けのベイ・シティ」チューリップ
- 「夜霧の第二国道」フランク永井
- 「よくある話 ～喪服の女編～」柴咲コウ
- 「リメンバー・ターン」麻倉未稀
- 「わが心のベイ・シティ」鹿賀丈史
- 「別れの伝言」石原裕次郎
- 「別れのブルース」淡谷のり子
- 「私のハーバーライト ～A long and lasting love～」石黒ケイ
- 「Bay City Blues」松田優作
- 「BLUE BAY STORY」中森明菜
- 「CGギャル」アカシック
- 「Crazy Rendezvous」B'z
- 「Fenceの向こうのアメリカ」柳ジョージ
- 「Hello」チェッカーズ
- 「IN HERE feat.NORTH CORST BAD BOYZ / EL-REY」DS455
- 「Japanese Mammy」Paul Whiteman and his Orchestra
- 「LOWRIDE 4 LIFE feat. MAY」DS455
- 「Mist Away」辛島美登里
- 「MY HOME TOWN」小田和正
- 「ROUTE16 feat.LITTLE,Kayzabro for DS455,GDX,BIG RON」童子-T
- 「Shall We Dance?」PUFFY
- 「SO LIFE GOES ON」クレイ勇輝
- 「TIME」B'z
- 「Time goes by… feat. jyA-Me」クリフエッジ
- クレイジーケンバンド
  - 「昼下がり」
  - 「クレイジーの中華街大作戦！」
  - 「場末の天使」
  - 「Night Table」
  - 「Barrio Chino」
  - 「太陽のモンテカルロ」
  - 「TERIYAKI」
  - 「ハマのビート」
  - 「ハマ風」
  - 「TERIYAKI」
  - 「True Colors」
  - 「883」
- 「Poor, Poor Pitiful Me」Linda Ronstadt
- 「Too Much Monkey Business」Chuck Berry，Eric Clapton，The Beatles
- 「Mika Akutsu」Momus
- 「恋しくて」森山直太朗
- 「たまプラーザ」吉田一郎不可触世界
- 「LOCK STAR」OZROSAURUS
- 「ちょっと見のいい女」真田ナオキ
- 「ベイサイド・ブギ」氷川きよし
- 「Memory」小坂りゆ
- 「レンガ通り」東京エスムジカ
- 「霧情のブルース」五木ひろし、加門亮
- 「海岸物語」北原ミレイ
- 「初恋SONG～好きになってもいいですか？もっと好きになってもいいですか？～」キャラメルペッパーズ
- 「万葉の華」小沢あきこ
- 「冬唄」スケルト・エイト・バンビーノ
- 「あんずは先に食べChina!」Oh!MOMONGA
- ポニカロード
  - 「メイクアップスーパーチャイナ」
  - 「皆との未来」
- 「この街のどこかで」横浜純情小町☆
- シュビドゥバ
  - 「I ♥ シューマイ」
  - 「恋はシウマイ」
- 「誤爆〜We Can't Go Back〜」一岡伶奈・段原瑠々・川村文乃・高瀬くるみ・清野桃々姫、高橋愛・田中れいな・夏焼雅
- 「ROUTE 16」FUNKY MONKEY BΛBY'S
- 「レニー来航！！」高城れにwithサイプレス上野とロベルト吉野(応援団長と旗手長)
- 「ねぇ」国安修二
- 「セツナシンドローム」NUANCE
- 「ごらんください」コアラモード.

### 横浜各地の楽曲
- 鶴見区
  - 「鶴見ハートエイクエブリナイト」ダウン・タウン・ファイティング・ブギウギ・バンド、宇崎竜童
  - 「YOKOHAMA I’LAND GARDENイメージソング」永村かおる
- 港北区
  - 日吉
    - 「日吉」カブ
- 中区
  - クレイジーケンバンド
    - 「Hot Cha」
    - 「タツノオトシゴ」
    - 「昼下がり」

  - 「特急元町・中華街行き27分」NUANCE
  - 石川町
    - 「石川町ファイヤー」PHONO TONES

  - 伊勢佐木町
    - 「伊勢佐木町ブルース」青江三奈、徳永英明、中森明菜、渚ようこ、フランク永井、MERRY、畑中葉子、川奈ルミ、清水まり
    - 「BOURBON STREET BLUES ～伊勢佐木町ブルース～」MINA AOE
    - 「モーニン～伊勢佐木町ブルース (feat. SAORI YUKI)」Cat in the dark
    - 「濱のメリー」米倉千尋
    - ゆず
      - 「夜霧の伊勢佐木町」
      - 「夜霧の伊勢佐木町〜愛の真世界編〜」ゆず (北見川潤子&ムーチョ小岩沢)
      - 「イセザキ」

    - 「泣いて昔が返るなら」小林旭
    - 「今宵 アンタと・・・」清水節子
    - 「粋な関係」清水節子・千葉真一、清水節子・高知東生

  - 黄金町
    - 「黄金激場」黄金咲ちひろ

  - 長者町
    - 「長者町ブルース」クレイジーケンバンド
    - 「FRIDAY Night Forever」カルナバケーション

  - 馬車道 
    - ポニカロード
      - 「PonicaRoad」
      - 「Basya！ポニカ！」

    - 「馬車道」研ナオコ

  - 日ノ出町
    - 日ノ出サンデーズ
      - 「参上！日ノ出サンデーズ」
      - 「1･2･サンデーズ」

    - 「日ノ出町、街角ツンデレラ〜1番ホーム篇〜」MERRY
    - 「日ノ出町、街角ツンデレラ〜2番ホーム篇〜」MERRY

  - 本牧
    - クレイジーケンバンド
      - 「アメ車と夜と本牧と」
      - 「アメ車と夜と本牧と[Mo'Mansfield Roc Mix]」
      - 「本牧通りのCKB-eye catch-」
      - 「本牧は午前零時」
      - 「本牧宇宙人」
      - 「本牧 ソウルレディ」
      - 「Honmoku Funk」
      - 「Midnight Cruiser」
      - 「廃車復活」

    - 「本牧ブルース」ザ・ゴールデン・カップス
    - 「冷たい太陽」舘ひろし
    - 「本牧綺談」萩原健一
    - 「灰色の街」松田優作
    - 「フェンスの向こうのアメリカ」柳ジョージ&レイニーウッド
    - 「本牧奇談」柳ジョージとレイニーウッド
    - 「本牧メルヘン」鹿内孝、ジェロ、五木ひろし、鳥羽一郎
    - 「本牧 HONMOKUブルース」青江三奈
    - 「本牧ららばい」、あさみちゆき
    - 「本牧時代」、あさみちゆき
    - 「本牧ビーチ・フィールド」、コニー
    - 「本牧から…」竹島宏
    - 「本牧の子守唄」郷愁の子守唄
    - 「本牧情事」杉本哲太
    - 「本牧挽歌」石黒ケイ/杉本喜代志
    - 「本牧1994」山部大喜
    - 「本牧ロック化計画」THE MOJOS
    - 「HONMOKU」石黒ケイ
    - 「本牧マーメイド」酒井一圭(純烈)

  - 元町
    - 「愛のモトマチ」ベイ・ビーツ
    - 「モトマチあたり」麻丘めぐみ
    - 「町ブロックパーティー」Miss Monday+KOHEI JAPAN
    - 「モトマチブラブラ」クレイジーケンバンド

  - 山下町
    - 「マリンタワー・ゴーゴー」クレイジーケンバンド

  - 山手
    - 「山手駅」、松たか子

  - 横浜中華街 （山下町）
    - 「チャイナタウン」矢沢永吉
    - 「チャイナタウンでよろめいて」相本久美子
    - 「チャイナタウン・ララバイ」織田哲郎
    - 「フライディ・チャイナタウン」泰葉、Ms.OOJA、雨宮天、小林私、BENI、松浦ひろみ、西松由紀穂、May J.、デラックス×デラックス、おかゆ、丘みどり
    - 「フライディ・チャイナタウン feat. こーじゅん」黒川侑司
    - 「フライディ・チャイナタウン(English Version)」BENI
    - 「北京ダック」細野晴臣
    - 「A Night in Chinatown」細野晴臣
    - 「メイクアップスーパーチャイナ」ポニカロード
    - 「75゜の想い出」ダ・カーポ
    - 「チャイナムーンとビーフン娘」サザンオールスターズ
    - 「チャイナタウン」ゆず
    - 「Yokohama Chinatown」横浜純情小町☆
    - 「Yokohama Chinatown 〜一緒におでかけver.〜」横浜純情小町☆
    - 「Yokohama Chinatown」Momus
    - 「純真テレポーテーション」サンドメノハル
    - 「チャイナタウン抗争、恋愛沙汰」杏窪彌
    - 「twilight chinatown」DEEN
    - 「Barrio Chino」クレイジーケンバンド

  - 福富町
    - 「福富町ブーガルー」クレイジーケンバンド
- 西区 〜 中区
  - 桜木町
    - 「One more time, One more chance」山崎まさよし、倖田來未、さかいゆう、The JADE、中森明菜、BENI、ソン・シギョン、Crystal Kay、天野清継、丸本莉子、藤田麻衣子、中島美嘉、つるの剛士、加藤和樹 feat.吹野クワガタ、Uru、JUJU、Little Glee Monster、チャンヨル、ヤジマレイ、宮川愛、坂本冬美
    - 「雪の駅〜One more time, One more chance〜」山崎まさよし
    - 「One more time, One more chance（弾き語りVer.）」山崎まさよし
    - 「桜木町」ゆず
    - 「桜木町ブルース」美川憲一
    - 「めぐりめぐる」トミタ栞
    - 「NATSUMONOGATARI」ゆず
    - 「桜木町グラフティー」踊り場ソウル
    - 「桜木町グラフティー hibiki MIX」踊り場ソウル

  - みなとみらい
    - 「夏の終わりの花火」米倉千尋
    - 「みなとみらい」トミタ栞
    - 「みなとみらい」ナミオカコウタロウ
    - 「さくらぼっち」コアラモード.
    - 「アーヴィング・ペンの花のように」paris match
    - 「BGM♪♪。」ハジ→
    - 「BABY LOVE feat.将絢(Romancrew)」サイプレス上野とロベルト吉野
    - 「観覧車に乗る君が夜景に照らされてるうちは」The Mirraz
    - 「bay side」遊助
    - 「初恋」Jewel
    - 「883」クレイジーケンバンド
    - 「RY feat. Jinmenusagi」電波少女
    - 「雨降る5月20日」クリフエッジ
    - 「Time goes by… feat. jyA-Me」クリフエッジ
    - 「軌跡 feat. Fire Lily」HYENA
    - 「Shall We Dance?」PUFFY
    - 「皆との未来」ポニカロード
    - 「赤レンガ空中さんぽ」NUANCE
- 金沢区
  - 「六浦駅」Oh!MOMONGA
  - 「炎のエビフライ -キング オブ バイキング-」萬Z（量産型）
- 神奈川区白楽
  - 「白楽の夜は更けて」いんぐりもんぐり
- 磯子区
  - 「岡村ムラムラブギウギ」ゆず
- 緑区鴨居
  - 「涙の持久走」いんぐりもんぐり
- 屏風浦
  - 「屏風浦」くるり
- 戸塚区
  - 「ヤサの詩」サイプレス上野とロベルト吉野

※横浜DeNAベイスターズの球団歌「熱き星たちよ」は当該項目を参照。

## 横浜とその他の都市
- 横浜市・横須賀市
  - 「港のヨーコ・ヨコハマ・ヨコスカ」ダウン・タウン・ブギウギ・バンド
  - 「燃えるブンブン」マギー・ミネンコ
  - 「I CAME FROM 横須賀」山口百恵（京急本線沿線）
  - 「本牧'66」ダック・テールズ
  - 「レイニー・ウェイ」矢沢永吉
  - クレイジーケンバンド
    - 「HONMOKU GARAGE」
    - 「シウマイ娘」
    - 「RISE & SHINE w/ Sami-T from TC Movements for Mighty Crown Ent」
- 横浜市・葉山町
  - 「パチン！・パチン！・パチン！」クレイジーケンチャナヨバンド（横山剣）
- 横浜横須賀道路・葉山町
  - 「Loco Loco Sunset Cruise」クレイジーケンバンド
- 三浦半島・横浜市
  - 「海を見ていた午後」荒井由実、吉植未央、山本潤子、ハイ・ファイ・セット、CHIHOMI、JUJU、島崎ひとみ、沢田知可子、kainatsu、日野美歌、サーカス
- 湘南・横浜
  - 「挑戦状 feat.TERASEE from INFINITY 16」湘南乃風、湘南乃風,TERASEE
  - 「Let's try again」チーム・アミューズ!!  - 神奈川県のご当地ソングLOVE AFFAIR 〜秘密のデート〜 や希望の轍の歌の一部が使われている
- 横浜市・藤沢市
  - 「横浜～藤沢 酒呑みラップ」サイプレス上野とロベルト吉野
- 横浜市・川崎市
  - 「たまプラーザ海峡」面影ラッキーホール
- 横浜市・鎌倉市
  - 「鎌倉チャイナガール」THE DREAMS

## 横須賀市

### タイトルに「横須賀」が付く楽曲
- 「横須賀Break Dance」麻倉未稀
- 「横須賀デイ・ドリーム」小泉今日子
- 「ハロ・ハロ・ヨコスカ」上々颱風
- 「ヨコスカ・マンボ」上々颱風
- 「ヨコスカ・バーニング・ナイト」上々颱風
- 「横須賀ロンリーブルース」とんねるず
- 「ヨコスカマンボ」野坂昭如
- 「横須賀Summer Day」ビートたけし
- 山口百恵
  - 「横須賀ストーリー」、荒木由美子、野口五郎、RAG FAIR、渡辺真知子、畑中葉子、木村好夫とザ・ビアーズ、シィー・ヤン、三浦祐太朗、クレイジーケンバンド
  - 「I CAME FROM 横須賀」
  - 「横須賀サンセット・サンライズ」
- 「横須賀ストーリー(おしゃべり入り)」畑中葉子
- 「横須賀ストーリー(2005ver.)」The Nolans
- 「横須賀ストーリー （ダンス・バージョン）」松尾ヒロコ
- 「ララバイ横須賀」山崎ハコ
- 「横須賀Baby」横浜銀蝿、嶋大輔、T.C.R横浜銀蝿R.S.TCR横浜銀蝿RSR、紅麗威甦、麗灑
- 「横須賀セントラル・ステーション」ダック・テールズ
- 「ブルーライト ヨコスカ」Mi-Ke
- 「横須賀音頭」都はるみ
- 「横須賀カーブ」AKB48(team B)、NMB48 Team M
- 「横須賀 heartbreak berserker」PHONO TONES
- 「横須賀レイニー・ブルー」荒木由美子
- クレイジーケンバンド
  - 「ヨコスカン・ショック」
  - 「ヨコスカン・ミラクル」
  - 「ミニスカハコスカヨコハマヨコスカ」
  - 「ヨコスカ慕情」
- 「Welcome To Yokosuka」渡辺真知子
- 「横須賀マリア」大津美子
- 「横須賀ブルース」長谷川きよし
- 「横浜横須賀道路 feat. 横山剣＜CRAZY KEN BAND＞」Home Grown
- 「YOKOSUKA」Magnolia
- 「ヨコスカ哀歌」青江三奈
- 「横須賀エンジェル」大西ユカリと新世界
- 「1993 In 横須賀」河野伸
- 「横須賀ララバイ」杉本哲太
- 「横須賀ENKA」なかえいじ
- 「横須賀ジルバ」南かなこ
- 「横須賀しぐれ」服部浩子
- 「横須賀挽歌」北川大介
- 「ビールを飲もう！横須賀の街で」矢口壹琅
- 「横須賀メリー」漣研太郎とピストルモンキーズ
- 「横須賀DRIVE」遊助
- 「横須賀エレジー」早川めぐみ

### タイトルに「横須賀」が付かない楽曲
- 「COBALT HOUR」荒井由実
- 「よそゆき顔で」松任谷由実
- クレイジーケンバンド
  - 「タイガー&ドラゴン」大西ユカリと新世界、和田アキ子、RIKI、甲斐よしひろ、桑田佳祐、天童よしみ、井上和彦、佑多田三斗、山崎廣明、山内惠介、Maier
  - 「タイガー＆ドラゴン-完全版-」
  - 「タイガー&ドラゴン (別珍仕様)」
  - 「スカジャン・ブルース」
  - 「タイムトンネル」
- 「そんなヒロシに騙されて」サザンオールスターズ、高田みづえ、ジューシィ・フルーツ、宮崎美子、森昌子
- 「ヨコスカ・マドンナ」平山三紀
- 渡辺真知子
  - 「Welcome To Yokosuka」
  - 「愛情パズル」
  - 「かもめが翔んだ日」
- 「YOKOSUKAルール」本田美奈子
- 「WAVE ON RHYTHM」麻波25
- 「2MC+DBG」麻波25
- 「ピストル・スター」ORIGINAL LOVE

### 横須賀各地の楽曲
- 長井海の手公園ソレイユの丘
  - 「事実 〜12歳で私が決めたコト〜 」中川あゆみ
- 久里浜
  - 「ONE NIGHT BLUES」仲井戸麗市
- 追浜
  - 「追浜フィーリンダウン」ASIAN KUNG-FU GENERATION

## 三浦・逗子・葉山
- 三浦半島
  - 「岬めぐり」山本コウタローとウィークエンド、Mi-Ke、荻野目洋子、見月そはら（美名）、松原健之、高田みづえ
  - 「入江の午後3時」松任谷由実
  - 「水とテクノクラート」キリンジ
- 三浦市
  - 「城ヶ島雨情」長保有紀、松前ひろ子
  - 「城ヶ島慕情」錦野旦
  - 「城ヶ島の雨」童謡・唱歌、ペギー葉山、新垣勉、江利チエミ、川野夏美、倍賞千恵子、ボニージャックス、三橋美智也、ダーク・ダックス
  - 「小雨降る城ヶ島」竹山逸郎
  - 「城ヶ島夜曲」東海林太郎
- 三浦市・江の島
  - 「光進丸」加山雄三
- 逗子市・江の島
  - 「シャボン」サザンオールスターズ、長山洋子、原由子
  - 「SEA SIDE WOMAN BLUES」サザンオールスターズ、前川清 ※逗子の渚橋が登場
- 葉山町・江の島・横須賀
  - 「トランジスタGガール」TOKIO、クレイジーケンバンド
- 葉山町・秋谷海岸
  - 「リフレインが叫んでる」松任谷由実
- 葉山町
  - 「夏の月」杏里
  - 「ROUTE 134」杉山清貴&オメガトライブ
  - 「夏の罠」Carlos Toshiki & Omega Tribe
  - 「葉山でDance! All Night」TUBE
  - 「葉山ツイスト」クレイジーケンバンド
  - 「葉山ツイスト (the readymade ye ye track)」クレイジーケンバンド
  - 「葉山ツイスト」コニー
  - 「HAYAMA」森尾由美
- 鎌倉市・逗子市
  - 「湘南ガール(SHONAN GIRL)」ブレッド&バター
  - 「ペルセウスの約束」NAOMI YOSHIMURA
  - 「トンネル・タイムマシーン」キマグレン
- 鎌倉市・葉山町
  - 「愛の行方」里見浩太朗
- 逗子市
  - 「逗子の恋」佐賀ゆうじ
  - 「逗子の恋港」三代沙也可
  - 「なぎさホテル」桑田佳祐
- 鎌倉市、三浦市
  - 「少年サイダー」村田和人

## 鎌倉

### タイトルが「鎌倉」の楽曲
- 「かまくら」童謡・唱歌、ダークダックス
- 「鎌倉」童謡・唱歌、森繁久彌、広瀬美紀子、鮫島有美子、FORESTA
- 「鎌倉」土岐麻子
- 「鎌倉」渡辺大地
- 「鎌倉」Kanten papa
- 「鎌倉」依田和夫
- 「鎌倉 feat. 池田智子(Shiggy Jr.)」入江陽
- 「鎌倉」水季可奈
- 「kamakura」SuiseiNoboAz
- 「kamakura」G.RINA
- 「Kamakura」maco marets

### タイトルが「鎌倉」から始まる楽曲
- 「鎌倉盆踊り唄」
- 「鎌倉グッドバイ」ASIAN KUNG-FU GENERATION
- 「鎌倉物語」カウベルス
- 「鎌倉八景」伍代夏子
- 「鎌倉物語」サザンオールスターズ、原由子（カウベルスとは別の曲） 歌詞に出てくる日影茶屋の本店は葉山にある。
- 「鎌倉物語」渡辺伸
- 「鎌倉夫人」高野幸子
- 「かまくら逍遥」父2
- 「鎌倉慕情」田中星児
- 「鎌倉残照」松崎英樹
- 「鎌倉残照(新録バージョン）」まつざき幸介
- 「鎌倉残照(アコースティック・バージョン)」まつざき幸介
- 「鎌倉残照（"SIGNPOST2"バージョン）」まつざき幸介
- 「鎌倉残照（Re-Recording）」まつざき幸介
- 「鎌倉恋歌」三代沙也可
- 「鎌倉散歩」村田和人
- 「鎌倉の女」原田悠里
- 「鎌倉の夜」ダーク・ダックス
- 「鎌倉日和」THC!!
- 「鎌倉物語」渡辺伸
- 「鎌倉街道」水森かおり
- 「鎌倉みやげうた」小川コータ&とまそん
- 「鎌倉桜雨」岸井千恵子
- 「鎌倉音頭」鎌倉兄弟
- 「鎌倉ものがたり」華房景子
- 「鎌倉の子守唄」ダ・カーポ
- 「鎌倉の子守唄」上條恒彦、寺島夕紗子
- 「鎌倉天気雨」emiko
- 「鎌倉旅行」平尾昌晃&畑中葉子
- 「鎌倉ラブソング」SHOW-SKA
- 「鎌倉ラブソング〜Sunset」SHOW-SKA
- 「鎌倉に向かう靴」友部正人
- 「鎌倉ロストラブ」狩人
- 「鎌倉に包まれて」eyes
- 「鎌倉グラフィティ」SEA MY PAST
- 「鎌倉サイクリング」アイラヴミー
- 「鎌倉は子守唄」上条恒彦
- 「鎌倉の風」青木由有子
- 「鎌倉哀愁クラブ」タブレット純
- 「カマクライフ」CLIMBER
- 「鎌倉海岸通り」黛ジュン
- 「鎌倉ひとり旅」氷川きよし
- 「古都鎌倉」SONOCO
- 「KAMAKURAYAMA」せきぐちゆき
- 「鎌倉 On The Beach」原由子
- 「鎌倉STYLE」ぼっちぼろまる

### タイトルに「鎌倉」が付く楽曲
- 「顧愁鎌倉」カウベルス
- 「雨の鎌倉」森くるみ
- 「雨の鎌倉」山本みゆき
- 「雨の鎌倉」笛吹もも香
- 「はよつけ鎌倉」TUBE
- 「ひとり鎌倉」比気由美子
- 「ひとり鎌倉」鎌倉兄弟
- 「いざ鎌倉」フーバーオーバー
- 「花の鎌倉」水森かおり
- 「いざっ！ 鎌倉」寿隊
- 「恋の鎌倉」貝田しづか

### タイトルに「鎌倉」が付かない楽曲
- 「花火」レミオロメン
- 「夢で逢ってるから」DREAMS COME TRUE
- 「さえない20代」渡辺美里
- 「しゃくなげの雨」田川寿美
- 「不器用な情景」SPANK PAGE
- 「夏が来たね」杉山清貴
- 「若いお巡りさん」曽根史郎、氷川きよし
- 「さらば愛の季節」ヒデとロザンナ、ハイファイセット
- 「花を飾って」谷山浩子
- 「音無し橋」岩沢二弓
- 「青春わすれもの」勝野洋
- クレイジーケンバンド
  - 「せぷてんばぁ」二階堂和美、人見麻妃子、堺正章とクレイジーケンバンド、四条貴音（原由実） 歌詞に「横須賀線」も出てくる。
  - 「さざえ」
  - 「SOULMATE」
- 「縁切寺」グレープ、バンバン、さだまさし、尾崎豊
- サザンオールスターズ
  - 「愛の言霊 〜Spiritual Message」
  - 「古戦場で濡れん坊は昭和のHERO」
  - 「通りゃんせ」
  - 「真夏の果実」前川清、テレサ・テン、サンディ−、中村あゆみ、EXILE、森山良子、中西保志、佐藤竹善、河村隆一、斉藤和義、BONNIE PINK、絢香、SOTTE BOSSE、二階堂和美、KOHALA 、6% is MINE、JUJU、小原孝、安倍なつみ、藤あや子、和紗、広橋真紀子、タケオ・リアル&タカサキシティバンド、ハンバートハンバート
  - 「夕陽に別れを告げて」
  - 「君こそスターだ」
  - 「古の風吹く杜」桑田佳祐
- 「真夏の果実 -Summer Blue-」SHANTI
- 「愛の言霊～Spiritual Message～(feat. Night Tempo)」香取慎吾
- 「es.car」YUI
- 小川コータ&とまそん
  - 「小動神社」
  - 「ビーチコーミング」
  - 「マイハニー」
  - 「JAM」
- 「Cat From The Future」カヒミ・カリィ
- 「海辺の町へ」never young beach
- 「千年の恋」小柳ルミ子
- 「ここにいるよ feat.青山テルマ」SoulJa
- 「結婚してもいいですか」竹下景子
- 「駄洒落小説」フーバーオーバー
- 「レプリカの限界」QOOLAND
- 「古都の春」森昌子
- 「Fireworks」The Mirraz
- 「不器用な情景」SPANK PAGE
- 「GOOD LIFE...」湘南乃風
- 「まりのうた」Oh!MOMONGA
- 「さくら雨」井上由美子
- 「空蝉しぐれ」真咲よう子
- 「永遠の夕日」ハンバート ハンバート
- 「元寇」森繁久彌
- 「湘南純情!」The NaB's
- 「ツバメ号」コトリンゴ
- 「弁天小僧」氷川きよし
- 「女の舞」大月みやこ
- 「古都の春」森昌子
- 「Fireworks」The Mirraz
- 「涙の通り雨」川村康一
- 「不器用な情景」SPANK PAGE
- 「さくら雨」井上由美子
- 「百年の冬」望月琉叶

### 鎌倉各地の楽曲
- 稲村ヶ崎
  - 「稲村ヶ崎」世理奈
  - サザンオールスターズ
    - 「稲村ジェーン」
    - 「悪魔の恋」
    - 「黄昏のサマー・ホリデイ」桑田佳祐

  - 「稲村ヶ崎ジェーン」ASIAN KUNG-FU GENERATION
  - 「あじさいの雨」田川寿美
  - 「走れ!江の電」太川陽介
  - 「稲村ケ崎」渡辺大地
- 七里ヶ浜
  - 「七里ヶ浜スカイウォーク」ASIAN KUNG-FU GENERATION
  - 「嘘でしょ?〜七里ガ浜の七不思議〜」ガールズ・ING
  - 「七里ケ浜」渡辺大地
  - 「雨の七里ヶ浜」本間愛花
  - 「七里ヶ浜のうた」ゆっこらんど
  - 「ボクノキミ、キミノボク」米倉利紀
  - 「いつか、きっと」米倉利紀
  - 「遠い夏のイマージュ」杏里
- 長谷
  - 「長谷サンズ」ASIAN KUNG-FU GENERATION
  - 「長谷で逢いましょう」小川コータ&とまそん
  - 「長谷」渡辺大地
- 由比ヶ浜
  - 「由比ヶ浜カイト」ASIAN KUNG-FU GENERATION
  - 「由比ヶ浜」小川コータ&とまそん
  - 「由比ケ浜」渡辺大地
  - 「渚でラテアート」つりビット
  - 「トロピカル由比ヶ浜」遊助
  - 「LOVEずっきゅん」相対性理論
- 極楽寺
  - 「極楽寺ハートブレイク」ASIAN KUNG-FU GENERATION
  - 「極楽月夜」小川コータ&とまそん
  - 「極楽寺」渡辺大地
  - 「極楽寺」片山大生
- 腰越
  - 「腰越クライベイビー」ASIAN KUNG-FU GENERATION
  - 「腰越」渡辺大地
  - 「Daisy / Daisy」遊佐未森
  - 「腰越ハートブレイク (feat. YOSHIRO)」NORIKIYO
- 御成
  - 「御成通りいつも通り」小川コータ&とまそん
- 和田塚駅周辺
  - 「和田塚ワンダーランド」小川コータ&とまそん
  - 「和田塚」渡辺大地
  - 「和田塚ワンダーズ」ASIAN KUNG-FU GENERATION
- 材木座
  - 「That’s 材木座」小川コータ&とまそん
  - 「材木座あたり」研ナオコ
- 大船
  - 「大船」D.W.ニコルズ
  - 「大船音頭」
  - 「大船で飲みましょう」小川コータ&とまそん
  - 「鎌倉大船小唄」武川雅寛
- 北鎌倉
  - 「北鎌倉にて」アトリエ
  - 「紫陽花のうた -HYDRANGEAS IN KITAKAMAKURA-」浜田省吾
  - 「北鎌倉」岡本正
  - 「北鎌倉 PartII」岡本正
  - 「北鎌倉の思い出」サザンオールスターズ
  - 「きたかま」小川コータ&とまそん
  - 「北鎌倉でロマンスを」エージェントパドマ
  - 「ラプソディー・イン・北鎌倉」高畠薫
  - 「北鎌倉の午後」栗原小巻
- 大町
  - 「ちょい待ち、大町」
- 鎌倉高校前駅周辺
  - 「サーフィン鎌高前」小川コータ&とまそん
  - 「鎌倉高校前」渡辺大地
  - 「日坂ダウンヒル」ASIAN KUNG-FU GENERATION

## 湘南

### 湘南
- 「真白き富士の嶺」森繁久彌、菊池章子
- 「七里ヶ浜の哀歌」ペギー葉山
- 「七里ヶ浜の哀歌(真白き富士の根)」ダ・カーポ
- 「七里ヶ浜の哀歌(真白き富士の嶺)」ボニージャックス
- 「真白き富士の根(七里ヶ浜の哀歌)」レインブック
- 「湘南 Mid Night Club」5050
- 「マーガレット」綾瀬はるか
- 「湘南の男たち」アン・ルイス、宮原彩
- あおい輝彦
  - 「湘南ビーチガール」
  - 「湘南ラブストーリー」（TUBE、逗子三兄弟の曲とは別の曲）
- 「八月の濡れた砂」石川セリ、石川さゆり、甲斐よしひろ、北原ミレイ、ロス・インディオス、渚ようこ
- 「ゆ・れ・て湘南」石川秀美、真心ブラザーズ
- 「湘南ララバイ」泉かほる
- 「涙の湘南」AKB48、SKE48
- 「湘南海岸通り」岡田奈々
- 「湘南ハートブレイク」荻野目洋子
- 「湾岸太陽族」荻野目洋子
- 「湘南 夏」かぐや姫
- 「湘南ひき潮」加山雄三、森山良子、吉植未央
- 「午前零時の湘南道路」キャンディーズ
- 「涙の湘南ハイウェイ」小林なほみ
- サザンオールスターズ
  - 「勝手にシンドバッド」
  - 「湘南SEPTEMBER」
  - 「Bye Bye My Love（U are the one）」
  - 「希望の轍」
  - 「メリージェーンと琢磨仁」
- 「湘南アフタヌーン」サーフライダーズ
- 「湘南シャイニングラブ」湘南銀蝿
- 「私・湘南マタンゴ娘」高田暢彦・川崎徹
- 「ミセス・マーメイド」チェッカーズ
- 「アーア 湘南」江口洋介
- 「湘南グラフィティ」桃太郎
- TUBE
  - 「あー夏休み」
  - 「湘南盆踊り」
  - 「湘南My Love」HAN-KUN
  - 「灼熱らぶ」
  - 「湘南ラブストーリー」（逗子三兄弟、あおい輝彦の曲とは別の曲）
  - 「湘南リグレット」
  - 「ドラスティック湘南」
  - 「オ・ネ・ガ・イRADIO」
  - 「湘南バットボーイ」
  - 「-紫陽花-」
  - 「My Little Super Star」
  - 「夏よ走れ」
  - 「MORNING CALL FROM THE BEACH」
  - 「茅ヶ崎 Pipeline」
  - 「WeTube～夏やろうの夏～」
- 「湘南ロード」BUZZ
- 「湾岸道路Rock'nRoll線」ブラック・サタン
- 「London-Paris-New York-湘南」ブレッド&バター
- 「DESTINY」松任谷由実
- 「湘南アフタヌーン」南マリア
- 「スローなブギにしてくれ（I want you）」南佳孝
- 「湘南哀歌」山本譲二
- 「雨の湘南通り」T.C.R.横浜銀蝿R.S.、横浜銀蝿、桃太郎
- 「青い夏に身をまかせ」Litz Co.
- 「湘南メモリー」LEON
- つるの剛士&Seacandles
  - 「湘南じゃじゃんか音頭」
  - 「エンドレスサマー」つるの剛士
  - 「ふたりの夏がくる」
  - 「SeaCandle Memory」
- 「湘南妄想物語」遊助
- 「湘南サマーオブラヴ」hy4_4yh
- 「湘南ラブストーリー」逗子三兄弟（あおい輝彦、TUBEの曲とは別の曲）
- 「湘南ANTHEM」導楽
- 「湘南イン・ブルー」ダ・カーポ
- 「湘南ドリーミング」村田和人
- 「TSUNAMIのジョニー」ゴールデンボンバー
- 「gradation」川本真琴
- 「江ノ鎌」岩沢幸矢
- 「SUMMER BREEZE feat. MURDER ONE & HIGH-G」導楽
- 湘南乃風
  - 「睡蓮花」
  - 「湘南乃「海 その愛」
  - 「陽炎」
  - 「One Song」
  - 「One Song (Piano Ver.)」
  - 「Hyper Something feat. INFINITY 16, SALU, J-REXXX」
  - 「HOMETOWN」
  - 「晴ル矢」
  - 「HEAT feat.RED RICE from 湘南乃風 & Ms.OOJA」
  - 「WAVE」
  - 「Earthquake」
  - 「旅の途中...」
  - 「次へ」
- 「SEASIDE RAIN」Jackson vibe
- 「湘南が遠くなっていく」七尾旅人
- 「e.s.car」YUI
- 「さらば愛の季節」ヒデとロザンナ
- 「UMIKAZE TSUSHIN」杉山清貴＆オメガトライブ
- 「泣きながらツイスト」クールス
- 「しらすMY LOVE」Fisherman all stars feat.ハル＆チッチ with MADOKA.
- 「湘南チェーンソー」特撮
- 「湘南サマーオブラヴ」hy4_4yh
- 「湘南物語」水木昌平
- 「湘南海岸」真田ナオキ
- 「噂の湘南漁師町」北川大介
- 「PG-18 feat. KARIBEL for MAJOR MUSIC」SEEDA
- 「湘南・江ノ電」沖田真早美
- 「ハンパねぇ!!」HAN-KUN
- 「あの日のボサノバ」吉幾三
- 「LETTER feat. 湘南乃風」GOKIGEN SOUND、GOKIGEN SOUND,湘南乃風
- 「fellowship feat. JESSE & Kj」山嵐
- 「Sweet Summer Story」逗子三兄弟
- 「KING☆OF☆SUMMER。」ハジ→
- 「週末湘南ボーイ」カルナバケーション
- 「ワンチャンCOCO夏☆物語(feat.焚巻&JUVENILE)」RADIO FISH
- 「4 My City II feat.宇多丸,DABO,YOUNG DAIS,TWO-J, Mr. OZ, CHRiSTY,""E""qual,(ROWSHI,G. CUE, U-PAC,SHINGO☆西成,大地,BIG RON,K DUB SHINE,TERRY,YOYO-C,SIMON,BUZZ,ZANG HAOZI,Kayzabro")」DJ PMX
- 「恋する渚」美樹克彦
- 「潮の香り」オフコース
- 「ラスボス」YUKI
- 「Sound Goes By～幸せの風～」Academic BANANA
- 「乙女のオトシモノ」ハレンチ☆パンチ
- 「SEASIDE」工藤静香
- 「WA!!」Pimm's
- 「湘南エレクトロ」ASIAN KUNG-FU GENERATION

### 藤沢市
- 「藤沢ルーザー」ASIAN KUNG-FU GENERATION
- 「他人行儀なSunset beach」AKB48
- 「私の水平線」大光寺圭
- 「忘れないで～片瀬の丘編～」月明かり4人組
- 「真夏の屯田兵〜yeah! yeah! yeah!〜」The Mirraz
- 「このまちにうまれて」つじむらゆみこ
- 「好きだけでよかった」つじむらゆみこ
- 「シャボン」長山洋子
- 「Fujisawa Sunlight」TUBE
- 「ひねくれて藤沢」扇愛奈
- 「WA!!」Pimm's
- 「本能寺の変 中居正広ver」エグスプロージョン
- 「5月5日」THE KIDDIE
- 「Made in Fujisawa」RED RICE

#### 鵠沼
- 「鵠沼サーフ」ASIAN KUNG-FU GENERATION
- 「柳小路パラレルユニバース」ASIAN KUNG-FU GENERATION
- 「鵠沼フィッシュ」SALU
- 「真夏の鵠沼」5050
- 「私の水平線」大光寺圭
- 「辻堂海岸」クレイジーケンバンド

##### 石上
- 「石上ブルース」小川コータ&とまそん
- 「石上ヒルズ」ASIAN KUNG-FU GENERATION

##### 柳小路
- 「柳小路パラレルユニバース」ASIAN KUNG-FU GENERATION

#### 江の島

##### タイトルに「江ノ島」が付く楽曲
- 「江ノ島踊り」
- 「江の島小唄」朝居丸子
- 「江ノ島音頭」
- 「二人の江ノ島」ザ・ブレッスン・フォー、小鳩くるみ
- 「江ノ島ロマンス」吉田智恵子
- 「江ノ島 Southern All Stars Golden Hits Medley」Z団
- 「江ノ島エスカー」ASIAN KUNG-FU GENERATION
- 「江ノ島」サニーデイ・サービス
- 「江の島悲歌（エレジー）」菅原都々子、天童よしみ、森昌子
- TUBE
  - 「江ノ島ブギウギ」
  - 「江の島シーキャンドル」
- つるの剛士&Seacandles
  - 「江の島Winter Starlight」
  - 「ひと夏りめんばー」
- 「江の島エレジー」水森かおり
- 「江の島」平賀さち枝
- 「緑の雨江の島」ボニージャックス
- 三代沙也可
  - 「江ノ島ひとり」
  - 「江ノ島ひとり～歌謡浪曲入り～」
  - 「江ノ島絶唱」
  - 「もういちど江ノ島」
- 「江ノ島デート」導楽
- 「ふりむけば江ノ島」狩人
- 「江ノ島ごころ」水田竜子
- 「片瀬江ノ島」Wienners
- 「Enoshima」多火油機団
- 「江ノ島」小川コータ＆とまそん
- 「江ノ島」サニーデイ・サービス
- 「江ノ島デート」導楽
- 「江の島タイムマシーン」工藤江里菜
- 「江ノ島オーケン物語」特撮
- 「江ノ島の月」月明かり4人組
- 「江ノ島ハナビ」鈴木友里絵
- 「春の江ノ島」霧島昇
- 「思い出の江の島」霧島昇
- 「夢の江の島…パラダイス！」恋川いろは
- 「江の島ヨット音頭」三波春夫
- 「江の島セニョリータ」中澤卓也
- 「江の島サンセット」Ryochan&The Rich Buzz
- 「最後の江ノ島」KUDANZ
- 「江の島海岸」桜たまこ
- 「江ノ島ルンバ」はやぶさ
- 「江ノ島メロディーLOVE」カルナバケーション
- 「江ノ島メロディーLOVE 2024」カルナバケーション

##### タイトルに「江の島」が付かない楽曲
- 「Miss You」TUBE
- 「traffic jam」SPiCYSOL
- 「恋は終ったの」内山田洋とクール・ファイブ
- 「弁天菊之助」三代沙也可
- 「夏の音符」ブレッド&バター
- 「WMN」TENG GANG STARR
- 「海へ行こう〜Love Beach Love〜」チェキッ娘
- 「es.car」YUI
- 「Lovin' U」HAN-KUN
- 「Dive to Summer!!~Version 夏コレ~」Brand New Vibe
- 「サヨナラ、あいしてる。」FUKI
- サザンオールスターズ
  - 「夏をあきらめて」研ナオコ、JUJU、坂本冬美、小林幸子
  - 「SEA SIDE WOMAN BLUES」
  - 「太陽に吠える!!」
  - 「シャボン」
- 「Let Us Stand Up」湘南乃風
- 「晴れ波とSong」湘南乃風
- 「サヨナラ」POSSIBILITY
- 「線香花火 ～8月の約束～」ソナーポケット
- 「はるのうた」PUFFY
- 「NUTS BANG!!!」FLOW
- 「Summer day」POSSIBILITY
- 「Sweet Summer Story II」逗子三兄弟
- 「リグレット」逗子三兄弟
- 「NUTS BANG!!!」FLOW
- 「夏がくれたストーリー」MAY'S
- 「木曜日の糸」elliott
- 「Beach Sun Girl feat. Una」LITTEL
- 「ねえ、ずっと好きでいてもいいかい?」さよならポニーテール
- 「オレンジ」COOL DRIVE
- 「渚のエンジェル」モダンチョキチョキズ
- 「真夏の屯田兵 ～yeah!yeah!yeah!～」The Mirraz
- 「HEAT feat.RED RICE from 湘南乃風 & Ms.OOJA」NERDHEAD,RED RICE from 湘南乃風,Ms.OOJA
- 「乙女のオトシモノ」ハレンチ☆パンチ
- 「Dan Dan Dan」コアラモード
- 「Traffic Jam」SPiCYSOL
- 「大正解」瑛人
- 「エノコイ」児玉金魚
- 「潮騒のメロディー」Ryochan&The Rich Buzz

#### 辻堂
- 「辻堂海岸」姉妹2〜しまいしまい〜
- 「夜風のオン・ザ・ビーチ」サザンオールスターズ
- 「余裕なりの feat. QN」TENG GANG STARR
- 「辻堂海岸」クレイジーケンバンド

#### 片瀬
- 「片瀬餅つき唄」富田房枝
- 「西方コーストストーリー」ASIAN KUNG-FU GENERATION

### 茅ヶ崎市
- 「茅ヶ崎ブルース」岡田淳一
- 「加山雄三通り」加山雄三
- 「恋のハーフムーン」太田裕美
- 「ホテルパシフィック」ブレッド&バター
- サザンオールスターズ
  - 「雨上がりにもう一度キスをして」
  - 「茅ヶ崎に背を向けて」
  - 「チャコの海岸物語」
  - 「希望の轍」
  - 「HOTEL PACIFIC」
  - 「ラチエン通りのシスター」
  - 「八月の詩」
  - 「盆ギリ恋歌」
  - 「PRIDEの唄〜茅ヶ崎はありがとう〜」桑田佳祐
- 「茅ヶ崎に背を向けて」新田恵利（サザンオールスターズとは別の曲）
- 「茅ヶ崎Pipeline」TUBE
- 「サンライズ・サンセット」新田一郎
- 「茅ヶ崎メモリー」堀江美都子
- 「茅ヶ崎サンライズ」ラジオっ娘、Lady,oh!
- 「茅ヶ崎サンライズ Part 2」Lady,oh!
- 「潮風の少女」堀ちえみ
- 「ちえみシングルス,メドレー (潮風の少女～夏色のダイアリー～稲妻パラダイス～クレイジーラブ～夢千秒～愛を今信じていたい)」堀ちえみ
- 「夕凪通信」杉山清貴&オメガトライブ
- 「真夏のオリオン」INFINITY16 welcomez MINMI,10-FEET
- 「好き。。。～茅ヶ崎の天使」hy4_4yh
- 「茅ヶ崎行進曲」610-chang feat.DY
- 「Happeace～茅ヶ崎南口音楽祭のテーマ・ソング～ feat.Temiyan,Jr.Dee,Moomin,Fuyumi Iwasawa(Bread&Butter),Singer Song Surfers(Akila&Sala),sing-taro(風鈴),AO YOUNG(Dachambo)」Happeace All Stars
- 「茅ヶ崎の風に吹かれて」つじむらゆみこ
- 「フライングゲット(藤森慎吾のCHARA合いの手ver)」藤森慎吾とAKB48
- 「Everyday、カチューシャ(藤森慎吾のCHARA合いの手ver)」藤森慎吾とあやまんJAPAN
- 「こんな気持のまま～I WANNA BE WITH YOU TONIGHT～」浜田省吾
- 「天気雨」荒井由実 歌詞には「相模線」やサーフショップのゴッデスも出て来る
- 「Summer Dimension」杉山清貴
- 「HEART SIDEへようこそ」島田奈美
- 「海へLet's go!」岡本真夜
- 「Wicked Wicked☆SUMMER PARTY」Lead
- 「In-mail feat.JUJU」童子-T
- 「LETTER feat.湘南乃風」GOKIGEN SOUND,湘南乃風
- 「It's So Men!」/秋山竜次

### 平塚市
- 「平塚のうわさ」裕木奈江
- 「祭囃子が聞こえる answer back クリフエッジ」KUNI

### 大磯町
- 「天國に結ぶ戀」徳山璉・四家文子
- 「夏恋センセイション」マカロニえんぴつ
- 「♂×♀×ポーカーゲーム」ベッド・イン
- 「ONE NITE BLUES」仲井戸麗市

### 湘南平
- 「恋時雨」湘南乃風
- 「哀愁ドライブ」TUBE
- 「湘南平 My Love」しゃるろっと

### 江ノ電
- 「江ノ電と揺れる夏」千葉潤
- 「江ノ電-白い日傘-」伍代夏子
- 「江ノ電初恋音頭」寺田十三夫、高沢ふうこ
- 「江ノ電」ペニーレイン
- 「江ノ電ノート」小川コータ&とまそん
- 「MOTOR MAN 江ノ電」SUPER BELL"Z
- 「湘南・江ノ電」沖田真早美
- 「走れ！江の電」太川陽介
- 「マーガレット」綾瀬はるか
- 「キミは太陽 feat. ISEKI(fromキマグレン)」daisuke katayama
- 「ぢきぢき」Helsinki Lambda Club
- 「僕の自転車の後ろに乗りなよ」SMAP
- 「江ノ島電鉄」Cody・Lee(李)
- 「江ノ島電鉄(2022)」Cody・Lee(李)
- 「恋は陽炎」Ryochan&The Rich Buzz

### 江の島、鎌倉、腰越、稲村ガ崎
- 「江ノ鎌」NUDE VOICE

### 江の島、鎌倉市、七里ヶ浜、湘南
- 「江の電に乗って」アツキヨ

### 長谷、由比ヶ浜、江の島
- 「古の風吹く杜」桑田佳祐

### 湘南、鎌倉、小町、鎌倉高校前、江の島
- 「エンドレスサマー」The Mirraz

### 江ノ電沿線、湘南
- 「湘南・江ノ電」沖田真早美

### 鎌倉、江ノ島、江ノ電
- 「江ノ島電車」半田健人

### 江の島、鎌倉、葉山町
- 「晴れた空の下」ハイジ

### 江の島、稲村ヶ崎
- 「gradation」川本真琴

### 江の島、鎌倉高校前、七里ヶ浜
- 「江ノ島-鎌倉」常盤ゆう

### 江の島、鎌倉
- 「話をしよう」the quiet room
- 「江ノ電ものがたり」カラフルパレット

### 鵠沼、鎌倉高校前
- 「渚のテンプテーション」Ryochan&The Rich Buzz

### 由比ヶ浜、江の島
- 「風のタイムマシンにのって」サザンオールスターズ

### 湘南モノレール
- 「シルバーアロー号湘南へ」ザ・ウォータージェットメン
- 「湘南モノレール」T42
- 「うつろいゆく街で」空気公団
- 「空中散歩」小川コータ&とまそん

## 箱根町
- 「箱根馬子唄」民謡、藤原義則
- 「箱根八里」唱歌、デューク・エイセス
- 北島三郎
  - 「箱根のおんな」
  - 「あじさい情話」
  - 「湯本ブルース」
- クレイジーケンバンド
  - 「箱根パノラマ・ゴーゴー」
  - 「箱根スカイライン」
  - 「強羅」
- 「箱根八里の半次郎」氷川きよし、五木ひろし、福田こうへい、宮路オサム、中村美律子、浜博也、西方裕之
- 「恋之介旅日記」氷川きよし
- 「ボサ箱根」ゆず
- 「箱根峠」音羽しのぶ
- 「ハコネハコイリムスメ」petit milady
- 「箱根 おんな宿」真咲よう子
- 「あじさいの花」真咲よう子
- 「箱根の神様」N.U.
- 「箱根が待ってるよ」N.U.
- 「箱根に一泊」半田健人
- 「箱根 千年のおもてなし」恋川いろは
- 「忍ぶの乱れ」大川栄策
- 「湯の町月夜」大川栄策
- 「3歳の花嫁」筋肉少女帯
- 「DREAM ON」Anly
- 「宿時雨」角川博
- 「あじさい橋」原田悠里
- 「豆桜」城之内早苗
- 「ARIGATOU!」NO PLAN
- 「箱根にしようか」杏窪彌
- 「週休8日」Lucky Kilimanjaro
- 「私が語るべきことII」瞽女 from ミュージカル『刀剣乱舞』 髭切膝丸 双騎出陣2019
- 「DREAM ON」Anly

## 湯河原町
- 「ぽつり、湯河原」松尾雄史
- 「湯河原の郷」西川晶
- 「湯河原音頭」西川晶
- 「新湯河原音頭」西川晶
- 「湯河原哀歌」小山みつな
- 「せきれいの宿」笹みどり
- 「湯河原湯情」島津悦子

## その他の地域
- 箱根町、湯河原町
  - 「セキララ☆キラキラ」コアラモード.
- 箱根町、湯河原町、真鶴町
  - 「紅葉」クレイジーケンバンド
- 真鶴町
  - 「真鶴音頭」笹みどり
  - 「真鶴よいとこ」水前寺清子
- 南足柄
  - 「金太郎音頭」
- 厚木市
  - 「厚木音頭」
  - 本厚木「雨の本厚木」浪ちひろ
  - 「マイ・ホームタウン厚木」榊原郁恵
  - 「厚木」小泉今日子
  - 「アヒル」センチメンタル・バス
  - 「Flow in the Rain」SALU
  - 「フリフリ♪FEVER NIGHT」1000ちゃん(新田恵海)、ミリオ(渕上舞)、プリマ(洲崎綾)、キャスターA(白石稔)
- 海老名市
  - 「海老名音頭」
  - 「新海老名音頭」
- 座間市
  - 「WE LOVE ZAMA!」ダークダックス
- 綾瀬市
  - 綾瀬音頭
  - 綾瀬小唄
- 相模原市
  - 相模原音頭
- 小田原市
  - 「めだかの学校」童謡 - 小田原荻窪用水がモデル
  - 「おさるのかごや」童謡 - 小田原提灯が出て来る
  - 「小田原城下町音頭」宮路オサム
  - 「うゐろう売り」BANANA★YU
  - 「雪国」東京事変
  - 「小田原小唄」門松みゆき
- 相模
  - 「相模ナンバーのグランドキャビンに乗って」阿部真央
- 相模川
  - 「川景色」松任谷由実
- 相模大橋、小田急電鉄線
  - 「SAKURA」いきものがかり、かの香織、シェネル、ふうか・みやび・ゆとり from 民謡ガールズ、大和里菜、LOVERS ROCREW、Ailee、清春
  - 「SAKURA-acoustic version-」いきものがかり
- 相模灘
  - 「不如帰」瀬口侑希
- 相模湖
  - 「LATE SUMMER LAKE」松任谷由実　※上流の山中湖とする説が有力。
- 相模湾
  - 「Rainbow Drive」クレイジーケンバンド
- 三浦岬
  - 「ダンチョネ節」民謡
- 第三京浜
  - 「ボーイフレンド」杏里
  - 「Driving Crazy第三京浜」石黒ケイ
  - 「恋の第三京浜」DUCK TAILS（ダック・テールズ）
  - 「嵐の第三京浜」原由子
  - 「第三京浜」渚ようこ
  - 「第三京浜」DEEP'S
  - 「涙の第三京浜(RIDE AWAY)」りりィ
  - 「サマータイム ブルース」渡辺美里
  - 「ROUTE466」DEEN
  - 「第三京浜」クレイジーケンバンド
  - 「Driving Crazy ～第３京浜」石黒ケイ
- 首都高横羽線
  - 「横羽ハートブレイクロード」大沢逸美
  - 「京浜狂走曲」クレイジーケンバンド
- ルート134
  - 「ROUTE 134」杉山清貴&オメガトライブ
  - 「ルート134」鮎川麻弥
  - 「134号線」千宝美
  - 「134号ストーリー」村田和人
- 国道16号
  - 「ハイ・スピード」大森隆志（サザンオールスターズ）
  - 「16号を下って」小田和正
  - 「哀しみのルート16」松任谷由実
- 厚木市、ルート16
  - 「車線変更25時」キンモクセイ
- 横浜線
  - 「よこはまらいん」いんぐりもんぐり
- 鉄道
  - 鉄道唱歌東海道篇
  - 中央線鉄道唱歌
  - 「Down Town Express」ZAZOU（京急沿線）
  - 「駅（恵比寿〜上大岡）」ゆず
  - 「こだま号でGO！ー亡き島秀雄氏に捧ぐー」クレイジー銀（歌詞に湘南電車が登場）
- 横浜市、海老名市
  - 「私は犬になりたい¥490」さだまさし - 歌詞の一部に「横浜」や「海老名」や「小田急線」が出てくる。
- 横須賀方面
  - 「タイムトンネル」TUBE
- 江ノ電、逗子市、葉山町
  - 「江ノ電 -白い日傘-」伍代夏子
- 宮ヶ瀬ダム
  - 「I Love 宮ヶ瀬ダム」デンシケンセツ
- 相武台
  - 「相武台前」Jam9
- 寒川町
  - 「寒川哀歌(エレジー)」百合たえ子
- 相模線
  - 「天気雨」荒井由実
- 清川村
  - 「きよかわ 煤ヶ谷 恋まつり」恋川いろは
- 真鶴町、箱根峠
  - 「おんなの岬」三代沙也可
- 二宮町
  - 「二宮音頭」春日藤輝 田辺耕作
- 開成町
  - 「サイサイ節」
- 愛川町
  - 「愛川音頭」

※CDにはなっていないが、テレビ神奈川（TVK）の番組「saku saku」でもご当地ソングが作られ歌われている。詳しくは「みんなでうた」を参照。